# Барна Олег Степанович
Оле́г Степа́нович Ба́рна (18 квітня 1967, с. Нагірянка, Тернопільська область, Українська РСР — 17 квітня 2023, с. Павлівка, Донецька область, Україна) — український громадсько-політичний діяч, правозахисник, педагог, військовослужбовець, старший сержант ЗСУ, учасник російсько-української війни. Народний депутат України VIII скликання. Кавалер ордена «За мужність» III ступеня (2023, посмертно), почесний громадянин Тернополя (2023, посмертно), Чорткова (2024, посмертно), Борщева (2024, посмертно). Брат Степана Барни. Чоловік Ольги Барни.

## Життєпис
Олег Барна народився 18 квітня 1967 року в селі Нагірянці Чортківського району Тернопільської області в родині вчителів Степана Михайловича та Світлани Людвігівни.
Закінчив Нагірянську початкову школу (1977), Ягільницьку середню школу (1984), фізико-математичний факультет Тернопільського педагогічного інституту (1991, нині національний університет). Здобув спеціальність менеджера системи освіти (1995) та юриста (2008).
У 1985—1987 роках проходив службу в армії. Працював вчителем математики, фізики, інформатики, допризовної підготовки в Ридодубівській та Білобожницькій школах (1991—2014), від 1 вересня 2021 — асистент катедри історії України, археології та спеціальних галузей історичних наук Тернопільського національного педагогічного університету імені Володимира Гнатюка.

### Громадсько-політична діяльність
У жовтні 1990 року, бувши студентом 5-го курсу, брав участь у студентському голодуванні у Києві, відомому як «Революція на граніті», на теперішньому Майдані Незалежності за вихід України з СРСР.
У 1996—1999 роках був одним з організаторів страйків учителів Чортківського району. Протягом 1997—1998 років уперше в Україні організував більш як 50 позовів пенсіонерів різних сіл району до суду та допомагав отримати багатомісячні заборговані пенсії. Допомагав також через суди добитися виплат до пенсій дітям війни та чорнобильцям.
У 1999 році створив Білобожницьку правозахисну групу, в якій об'єднав жителів семи навколишніх сіл проти відключення електроенергії населенню та для захисту страйкарів від переслідування правоохоронними органами. Унаслідок цих дій пішли у відставку тодішній голова Чортківської РДА та начальник районної міліції.
У 1999 році на довиборах до Верховної ради громадськість району висунула Олега Барну кандидатом у народні депутати, але він зняв свою кандидатуру заради проходження єдиного кандидата від патріотичних сил Сергія Жижка, котрого підтримував по округу разом зі Славою Стецько, Віктором Пинзеником, Василем Онопенком.
У 2000 році очолив у районі акцію «Україна без Кучми». У 2001 році у Києві перед стінами Верховної Ради та Секретаріату Президента Леоніда Кучми провів акцію символічного поховання політичних трупів «кучмократії» на знак протесту проти звільнення Віктора Ющенка з посади прем'єр-міністра.
У 2001—2002 роках за рекомендацією народних депутатів від УРП «Собор» Левка Лук'яненка та Анатолія Матвієнка очолив окружний штаб БЮТу на виборах 2002 року. У другому турі президентських виборів 2004 року був координатором, а в повторному другому турі керівником Чугуївського районного штабу від Віктора Ющенка в Харківській області. Організував односельців та жителів району для поїздки на Схід для підтримки Віктора Ющенка та на Помаранчеву революцію.
У 2002—2010 роках був Нагірянським селищним головою (дві каденції). Перебуваючи на цій посаді:
- 2004 — перекривши дорогу та зупинивши потяг Москва — Софія, через Верховний Суд України довів протиправність скасування комунальних послуг сільським вчителям і довів, що цю заборгованість слід виплачувати не з сільських, а з районних бюджетів коштом цільових державних дотацій, чим захистив сільські бюджети від боргів держави
- у 2005 році через суд захистив бюджет селища від розкрадання коштів районною владою;
- організував людей на страйки для повернення ДП «Ягільницький кінзавод» усіх земель, домігся через міністерства та Верховну Раду роздержавлення Ягільницького кінного заводу, внаслідок чого працівники господарства та соціальної сфери домоглися права на отримання паю у 2006 році;
- у 2007 році через суд повернув селищу 194 га земель, які районна влада «передала» іншому селу, змінивши карти;
- домігся повернення у власність громади, сільської ради ряду будівель: початкової школи, лазні, ветлікарні, фермзаводського клубу. Виступав ініціатором повернення у власність місцевих громад магазинів РайСТ (колишньої райспоживспілки);
- збудував у селищі 14 вулиць з твердим та асфальтним покриттям;
- встановив вуличне освітлення та обладнання його економного використання на п'яти підстанціях.
- ліквідував сміттєзвалища у селищі, організував збір побутового сміття від населення (безкоштовно) та його вивезення;
- взяв на утримання відомчий дошкільний заклад (збанкрутілого підприємства), звільнив батьків від оплати та збільшив удвічі кількість дітей у них. Окрім роботи в селищі музичної школи сприяв організації гуртків з малювання і танців.

Через свою громадсько-політичну позицію, переслідувався владою (блокування рахунків селища у казначействі, наклепи у газеті, фабрикування кримінальних справ, незаконне затримання тощо). Та зумів захистити й себе та громаду в судовому порядку.
Порушені тодішньою владою проти Олега Барни кримінальні справи, які розвалилися у суді й закриті:
- за організацію страйків, перекриття дороги по невиплаті піврічної зарплати вчителям району 1996 р. порушена справа за продаж горілки, зокрема й тієї, яку 1993—1995 рр. дали в рахунок зарплати вчителям. На суді прокурор став на сторону О. Барни;
- у 2006 році порушили кримінальну справу за те, що О. Барна дав ляпаса заступнику голови РДА, який відмовився спростовувати публічно поширені ним брехні щодо нібито розкрадань (спростовані правоохоронними органами після перевірки за вказівкою тієї ж районної влади). Депутати підтримали Олега Барну. Справу закрито;
- у 2007 році порушили кримінальну справу за нібито умисну невиплату зарплати протягом 5 місяців 60 працівникам бюджетних установ селища. Олега Барну відсторонили від посади. Після проведення судової експертизи бюджетно-фінансової діяльності встановлено протиправність дій служби казначейства, котра за вказівкою голови Чортківської РДА протиправно відмовлялася проводити платежі по захищених статтях. Олега Барну виправдали й поновили на посаді.
- у 2010 році сфабрикували та порушили кримінальну справу за нібито побиття Олегом Барною голови Чортківської РДА за роздачу останнім земель запасу селища невідомим людям без погодження із Нагірянською селищною радою. Справу передали до сусіднього Гусятинського району. Суд першої інстанції ухвалив вирок О. Барні — 3 роки обмеження волі. Відмовившись від послуг адвоката, Олег Барна сам добився перегляду справи апеляційним судом, сам вів свій захист, внаслідок чого вирок замінили на 1 рік умовно. Повне виправдання О. Барни вимагало б тоді притягнення до кримінальної справи тих, хто її фабрикував.

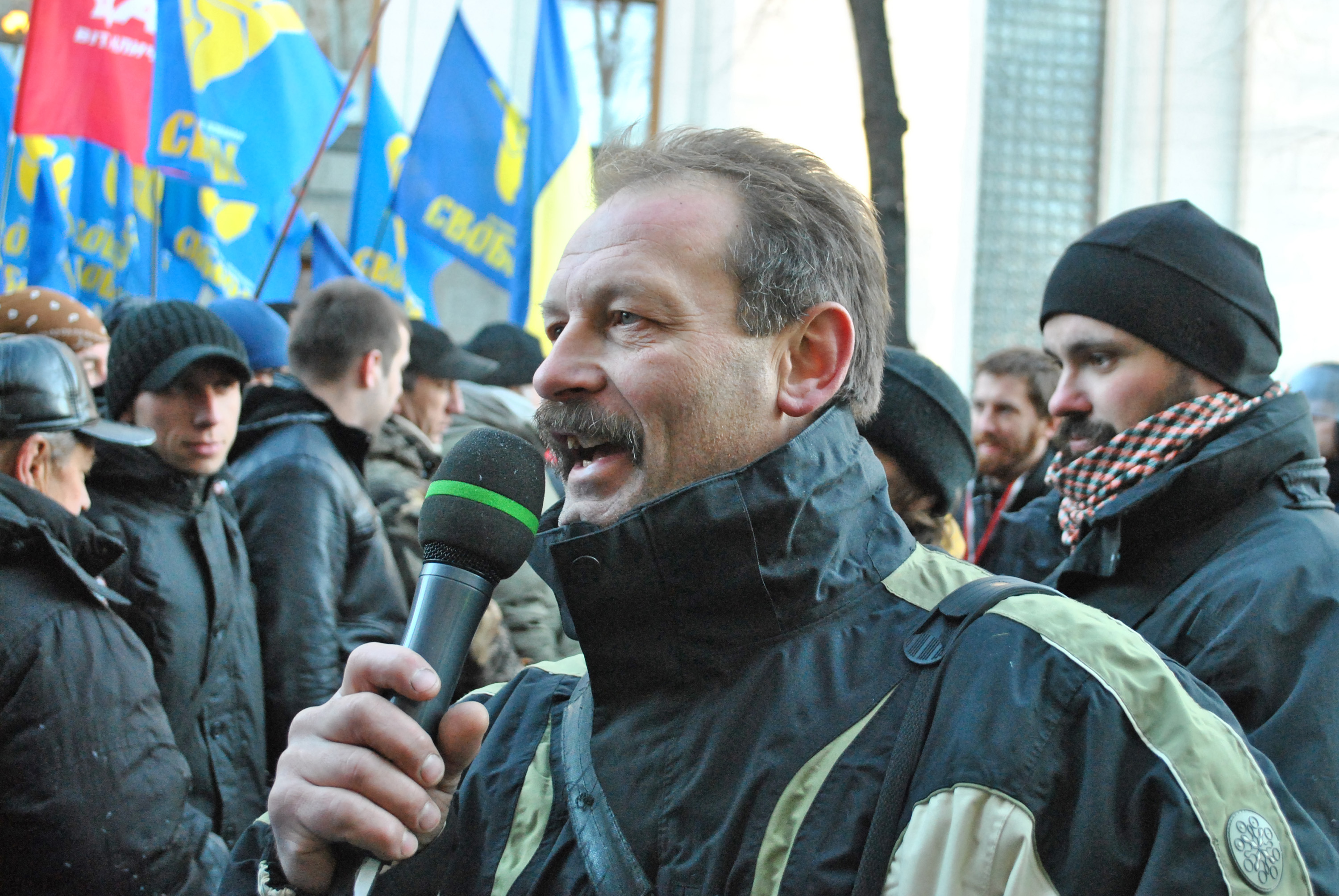
Виступ біля Верховної Ради, 3 грудня 2013

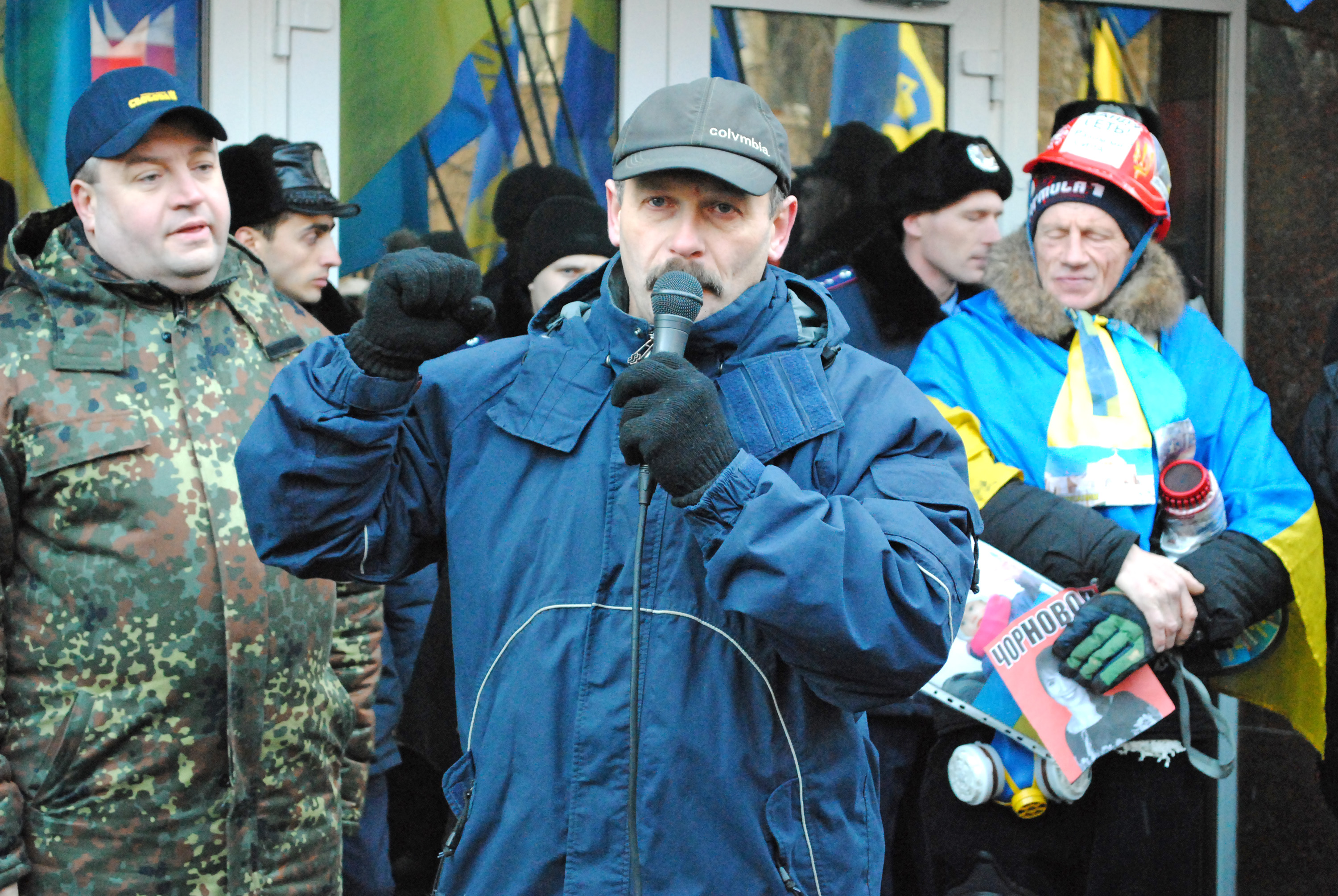
Виступ біля МВС, 13 січня 2014

Активний учасник Євромайдану в Чортківському районі та у Києві. Отримав поранення в голову та вибите праве плече внаслідок протистоянь 18 лютого 2014 року в Маріїнському парку. 13 жовтня 2019 року на підставі комісії ЛКК військового госпіталю внаслідок отриманих травм під час Революції гідності та внаслідок травм і хвороб, пов'язаних із виконанням завдань в зоні АТО, отримав статус інвалідності III групи, як ветеран війни.
У липні 2014 року добровольцем пішов у ЗСУ в зону АТО, боєць 128-ї окремої гірсько-піхотної бригади, командир мінометного розрахунку (псевдо «Дядько Олег»).
З початком російського вторгнення в Україну 2022 року пішов добровольцем у військкомат, з 25 лютого зарахований командиром гранатометного відділення.

### Депутатська діяльність
Кандидат у народні депутати України по Чортківському одномандатному виборчому окрузі № 167 (Тернопільська область) від «Блоку Петра Порошенка» під час виборів 26 жовтня 2014 року. За результатами голосування стає народним депутатом України.
Один з ініціаторів акцій протесту і перевірки ДП «Укрспирт». Серед вимог людей: зняти директора «Укрспирту» та створити комісію при Кабінеті Міністрів із залученням СБУ та прокуратури щодо розслідування діяльності Михайла Лабутіна, всім підприємствам спиртової галузі повернути статуси юридичних осіб.
У своїй депутатській діяльності Олег Барна виступав:
- проти запровадження продажу землі с/г призначення: «Земля не може бути товаром ні з точки зору політекономії, ні з точки зору філософії!».
- проти імплементації у вітчизняне законодавство європейських ЛГБТ стандартів, за збереження моральних християнських цінностей традиційної української родини, за заборону публічних маршів, пов'язаних із будь-якою сексуальною орієнтацією,
- проти продажу і приватизації стратегічних галузей («Укрспирт», «Укрзалізниця», «Укроборонпром», «Укренерго»),
- проти партійної системи виборів і проти фінансування партій з державного бюджету,
- за повернення національних православних святинь Почаївської та Києво-Печерської Лаври в лоно Православної церкви України, вимагав разом із депутатом Тарасом Юриком (м. Тернопіль), Олександром Дехтярщуком (м. Дубно, Рівненська область) від Міністра МВС взяти дані святині під охорону та дотримання правопорядку державними підрозділами національної гвардії та поліції України[12]. З даних питань О.Барна активно виступав з трибуни ВРУ та подавав законопроєкти[6].

Олег Барна разом з іншими депутатами-ветеранами АТО входив у депутатську групу, яка систематично брала участь у нарадах Міністра Оборони з питань розбудови та реформування ЗСУ.
За сприяння О. Барни відбудовано військову частину в Чорткові та за інвестиції японського бізнесу збудовано завод Чортківська філія ТОВ «СЕ Борднетце-Україна» (Повідомив Президент України Петро Порошенка на відкритті заводу у Чорткові).
У 2015—2018 роках Олег Барна брав участь у Міжнародному економічному форумі у м. Криниця-Здруй (Республіка Польща), де виступав з питань безпеки, мав конфлікти із проросійськими європейськими політиками та російськими політтехнологами, які війну на Сході України оцінювали як громадянський конфлікт.
У лютому 2017 року у м. Варшаві на зустрічі депутатів ВРУ із парламентарями Сейму та Міністром закордонних справ на зауваження польської сторони щодо неприпустимості героїзації С.Бандери та армії УПА, Олег Барна відповів: «Якщо ви нам хочете дорікнути С. Бандерою та УПА, то вам слід нагадати про звірства проти українців на території України вашого національного героя Пілсудського та Польської армії крайовою, зокрема щодо українців-лемків під час депортації „Вісла“, проти мого батька та дідуся зокрема. Тому залишимо минуле для істориків, а зараз нам потрібно творити спільне майбутнє, щоб протидіяти нашому спільному російському ворогу.».
30 жовтня 2018 року на засіданні Ради Безпеки ООН (Нью-Йорк, США) постійний представник Російської Федерації Василь Нєбєнзя поскаржився на вислови Народного депутата України Олега Барни щодо росіян, процитувавши його: «Олега Барна на ведущем украинском телеканале, цитирую: „Русские — это не народ, это население без истории. Это байстрюки. Татаро-монгольская смесь. Народ, который постоянно у всех что-то крал“. Дослівні слова Олега Барни: „Росіяни — це не нація, навіть не народ. Це байстрюки татаро-монгольської орди без своєї історії, культури, віри, які вони постійно крали в інших народів, на яких нападали.“.
Подальша політична та громадська  діяльність Олега Барни за висновками уряду Росії є ворожою для Росії і тому, щороку вносять його у санкційні списки.

#### Інциденти
14 січня 2015 року Олег Барна з трибуни Верховної Ради заявив, що Путін — хуйло!. У залі було чути „ла-ла-ла-ла“.
Ввечері 1 вересня 2015 р. сталася бійка пана Барни з депутатом фракції РПЛ Юрієм Чижмарем у приміщенні телеканалу „NewsOne“. На той час Чижмарь був головою Тернопільської ОДА.

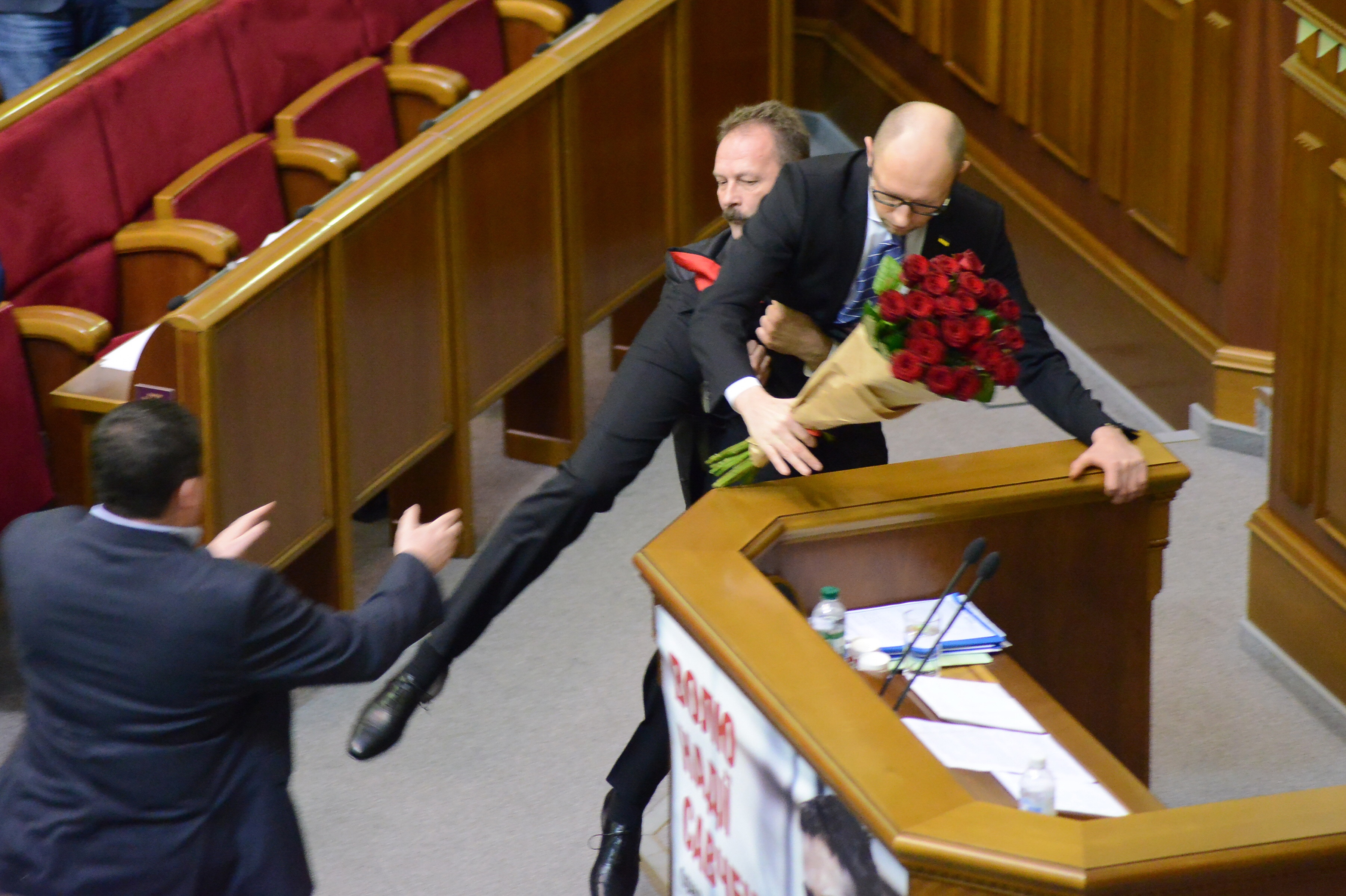
Олег Барна й Арсеній Яценюк, інцидент у Верховній Раді, 11 грудня 2015

11 грудня 2015 під час виступу у Верховній Раді прем'єр-міністра України Арсенія Яценюка Олег Барна, підійшовши до нього з букетом квітів, запропонував покинути трибуну. Після відмови — намагався винести прем'єра від трибуни. Перешкоджаючи Барні, деякі депутати виштовхали його за межі трибунного майданчика. Депутат від „Народного фронту“ Андрій Іванчук почав бійку, поки Євген Дейдей та Максим Бурбак тримали Барну. Того ж дня абсолютна більшість депутатів фракції підтримала пропозицію виключити Олега Барну з фракції Блоку Петра Порошенка. Через два місяці депутати фракції скасували своє попереднє рішення про виключення та запросили О.Барну назад у фракцію. Регламентний комітет рекомендував Раді позбавити можливості Барну відвідувати пленарні засідання впродовж 5 засідань, але так і не виніс дане питання на засідання ВРУ.
Олег Барна першим із народних депутатів виступив на засіданні ВРУ та неодноразово на Уряді України з приводу недопущення будівництва ГЕС на р. Дністер, якщо для цього не буде погодження жителів басейну ріки. Гроші від проєкту рекомендував Уряду потратити на соціально-економічний розвиток регіону.
Вночі 15 червня 2017 року, на проспекті Берестейському в Києві, легковик Олега Барни на швидкості влетів у трамвай, від чого 20-тонний вагон зійшов з рейок. Депутата із численними переломами доправили до лікарні. Медична експертиза не виявила алкогольного чи наркотичного сп'яніння. Олег Барна визнав провину та пояснив ДТП перевтомою, позаяк постійно був за кермом.
У червні 2017 році на політичному ток-шоу керівник ГО „Автомайдан“ Олексій Гриценко вступив у конфлікт із Олегом Барною, звинувачуючи останнього у підтримці Президента, на що депутат пояснив свою підтримку Президента вдячністю за відродження ЗСУ та вказав на участь його батька, колишнього міністра оборони Анатолія Гриценка у розпродажі і знищенні української армії.
Внаслідок цього, 13 липня 2017 року в Києві, поблизу будівлі Верховної Ради України, народного депутата Олега Барну активісти Всеукраїнської громадської організації „Автомайдан“ закидали яйцями. Того ж дня Олег Барна у своєму виступі на телеканалі дав їм добу для вибачення, попередивши, що подасть заяву за перешкоджання депутатській діяльності. Свій вчинок активісти „Автомайдану“ пояснювали нібито вибірковим голосуванням О. Барни за зняття депутатської недоторканості, що спростовується електронним голосуванням депутата, яке вказало на його голосування за зняття недоторканості зі всіх депутатів.
Олег Барна наполягає на декларуванні доходів і майна поряд із державними службовцями також і журналістами, власниками ЗМІ, громадськими активістами, котрі моніторять діяльність державних структур і, на думку Барни, можуть впливати на призначення посадовців. Барна вважає, що це гарантуватиме об'єктивність їх громадської діяльності. Неодноразово О. Барна вступав у конфлікти із активістами (сам він їх називає псевдоактивістами», «автозасранцями»), котрі, на думку самого Олега Барни, здійснюють замовні і проплачені акції.
Протягом двох років Олег Барна домігся повернення у державну власність спортивної біатлонної бази у с. Підгороднє під Тернополем, не допустивши її дерибану окремими громадськими активістами, котрі замовляли на депутата образливі акції. Олег Барна звернувся до ветеранів АТО: «Будьте гідними, а не використаними!». У квітні 2019 р. біатлонна база була передана у власність Міністерства спорту і молоді.
У 2018 році Олег Барна неодноразово публічно заявляв про необхідність застосування (по прикладу В. Януковича) заочного засудження та націоналізації усіх активів (курорт «Буковель», канали «1+1», «2+2», феросплавні заводи тощо) олігарха Ігоря Коломойського, який в той час переховувався в Ізраїлі, в рахунок виведених (викрадених) ним з підконтрольного йому «ПриватБанку» коштів держави і громадян в сумі 150 млрд грн.
2 жовтня 2018 року обматюкав журналіста Ігоря Колтунова, котрий, на думку самого Олега Барни, два місяці поширював щодо депутата і його загиблого старшого брата неправдиву інформацію, маніпулював фактами, переслідував та оббріхував. Звинувачення журналістом Олега Барни у кнопкодавстві було спростовано рішенням регламентного комітету, котрий встановив, що відеозйомка журналіста І.Колтунова була змонтованою з трьох різних голосувань. Журналіст І.Колтунов, головний редактор каналу «1+1» О.Ткаченко, ведучий програми «Гроші» Дубинський, котрі поширювали у телепередачах та соціальних мережах неправдиву інформацію, відмовили Олегу Барні надати прямий ефір для спростування, проігнорувавши 4 письмові звернення та одне усне від депутата.. Вичерпавши усі можливості досудового врегулювання цього конфлікту, О. Барна у травні 2019 році подав до суду керівництво каналу, генерального директора О. Ткаченка, журналістів О. Дубинського та І. Колтунова за поширення недостовірної інформації з вимогою її спростування. Станом на 30 серпня 2020 р. суди тривають. 7 жовтня 2021 року Київський апеляційний суд визнав інформацію поширеною головним редактором каналу «1+1» О.Ткаченко недостовірною та такою, що принижує честь, гідність та ділову репутацію Олега Барни та зобов'язав стягнути з О. Ткаченка на користь Олега Барни витрати по оплаті судового збору.
14 травня 2021 р. він побив народного депутата від «Слуги народу» Дмитра Соломчука під час телешоу про ринок землі на каналі «ПравдаТут». На підставі звернення народного депутата України Дмитра Соломчука працівники Печерського відділу поліції у м. Києві проводили розслідування за ст. 125 ККУ (нанесення легких тілесних ушкоджень), яка передбачала адміністративну відповідальність. Під час  розслідування та після рекомендацій представників Генеральної прокуратури України було перекваліфіковано статус правопорушення на ст. 346 (умисне нанесення тілесних ушкоджень посадовій особі під час виконання нею державницької діяльності), яка передбачає ув'язнення від 3 до 7 років. Справа розглядається у Печерському суді м. Києва та перенесена по причині перебування О. Барни на захисті країни.
Тривають судові засідання за позовом О. Барни до  журналістів О. Дубинського (тепер депутат ВРУ від партії «Слуга народу»), І. Колтунова (тепер депутат Київської облради від партії «Слуга народу»), каналу «1+1» та до регіональних активістів С. Гусака, О. Мурави (які брали участь у брехливих сюжетах каналу «1+1») та О. Починка щодо спростування неправдивої інформації поширеної ними ж у соціальних мережах, в ютубі, на телеканалах про Олега Барну. Але усі дані особи замість доведення своїх звинувачень та фактів на судових засіданнях за порадою своїх адвокатів почали просто відмовлятися від своїх постів, коментарів, своїх сторінок у соцмережах, своїх відео флешмобів, поширених у ютубі, в яких була поширена оспорювала інформація, або  трактувати, що дана інформація є не фактичними твердженнями, а тільки… критикою.

### Військова служба
З 2022 року, після повномасштабного російського вторгнення був стрільцем, помічником гранатометника, проходив військову службу в складі 68-ї окремої єгерської бригади імені Олекси Довбуша. Загинув 17 квітня 2023 року під Вугледаром від поранення в шию під час штурму позицій ворога.
21 квітня 2023 року відбулося прощання із Олегом Барною та його командиром Валерієм Дороховим у Михайлівському Золотоверхому соборі та на Майдані Незалежності в Києві. Віддати шану загиблим прийшли сотні людей, серед них — Петро та Марина Порошенки. Поховання Олега Барни відбулося 23 квітня 2023 року в селі Білобожниці Тернопільської області. Похований поруч зі своїм учнем Андрієм Павлюком.

## Захоплення
У 1994—1995 роках ставав срібним призером Чемпіонату України із зимового поліатлону (стрільба, лижна гонка, підтягування на перекладині). Брав участь у складі збірної України в міжнародних змаганнях у м. Казані (Росія).
Друкувався з 1996 року, автор ряду статей на громадсько-політичні теми.

## Родина
Був одружений, дружина Барна Ольга Василівна — кандидат наук, доцент, викладач університету. Виховує двох синів: Андрій — студент факультету комп'ютерних наук та інформаційних технологій Львівської політехніки та Василь — студент фізико-математичного факультету Тернопільського педагогічного університету, які неодноразово ставали переможцями районних, обласних та призерами всеукраїнських олімпіад, переможцями районних спортивних змагань. Розпочали свою трудову діяльність, навчаючись в університеті. Молодший брат Степан Барна — голова Тернопільської ОДА (2015—2019 рр.), колишній народний депутат від БПП.

## Відзнаки та нагороди
- орден «За мужність» III ступеня (24 серпня 2023, посмертно) — за особисту мужність, виявлену у захисті державного суверенітету та територіальної цілісності України, самовіддане виконання військового обов'язку[32];
- відзнака Президента України — ювілейна медаль «25 років незалежності України» (19 серпня 2016) — за значні особисті заслуги у становленні незалежної України, утвердженні її суверенітету та зміцненні міжнародного авторитету, вагомий внесок у державне будівництво, соціально-економічний, культурно-освітній розвиток, активну громадсько-політичну діяльність, сумлінне та бездоганне служіння Українському народу[33];
- відзнака Президента України «За участь в антитерористичній операції»;
- «Почесний громадянин Тернопільської області» (2024, посмертно)[34].
- почесний громадянин міста Тернополя (28 квітня 2023, посмертно) — за вагомий особистий вклад у становленні української державності та особисту мужність і героїзм у виявленні у захисті державного суверенітету та територіальної цілісності України[35].
- почесний громадянин міста Чорткова (2024, посмертно)[36].
- почесний громадянин міста Борщева (13 серпня 2024, посмертно)[37].

## Вшанування пам'яті
У лютому 2024 року на будівлі Верховної Ради України встановили меморіальну дошку, на якій викарбувані імена народних депутатів та працівників апарату ВРУ (серед них — Олег Барна), які загинули під час російсько-української війни.
24 лютого 2024 року на фасаді Білобожницької загальноосвітньої школи, де з перервами з 1994 по 2019 рік він працював, встановили меморіальну дошку Олегу Барні.
20 квітня 2024 року в школі, де вчителював Олег Барна, провели відкритий чемпіонат з волейболу Кубок пам'яті Героїв.

## Військові звання
- старший сержант[41];
- сержант.